# Kepler-1649
Kepler-1649 è una nana rossa a circa 300 anni luce dal Sistema solare, visibile nella costellazione del Cigno.

## Osservazione

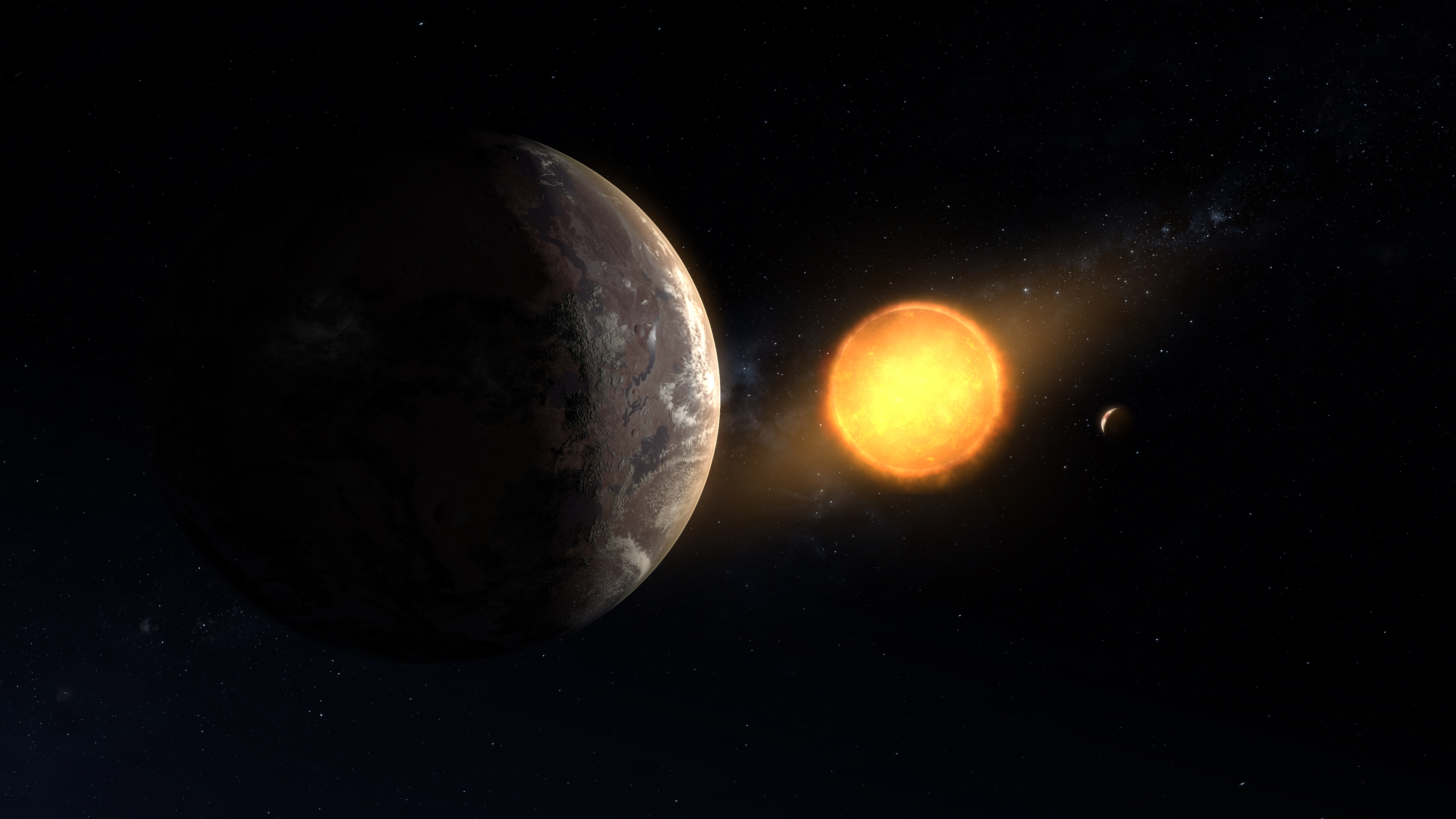
Rappresentazione artistica del sistema di Kepler-1649.

Avendo una declinazione di +41°, la sua osservazione è favorita dall'emisfero boreale, da dove è visibile da maggio fino a dicembre. Più penalizzati sono gli osservatori posti nell'emisfero australe: la stella non sorge mai nelle latitudini a sud del 59º parallelo di questo emisfero.
La sua magnitudine, pari a +16,69, non è quindi visibile ad occhio nudo, né con un piccolo telescopio.
Il periodo migliore per la sua osservazione nel cielo serale ricade nei mesi compresi fra fine giugno e novembre; nell'emisfero nord è visibile anche per tutto l'autunno, grazie alla declinazione boreale della stella, mentre nell'emisfero sud può essere osservata in particolare durante i mesi del tardo inverno australe.

## Caratteristiche
Kepler-1649 è una nana rossa; ha massa pari a circa il 20% di quella solare e un diametro pari al 23% di quello solare. La sua luminosità, tuttavia, è pari solo al 5‰ di quella solare. La temperatura della sua fotosfera, infatti, è stata valutata in 3240 K. Ha una metallicità più bassa di quella solare, pari a [M/H]: −0,15±0,11.
Il sistema dista circa 300 anni luce dal sistema solare.

## Sistema planetario
Attorno alla stella Kepler-1649 orbitano due pianeti rocciosi scoperti con il metodo del transito grazie alla missione Kepler della NASA.
Il più interno, Kepler-1649 b, è stato scoperto nel 2017, completa un'orbita in circa 8 giorni, 16 ore e 30 minuti, ad una distanza media pari a 20 volte la distanza della Luna dalla Terra. Ha dimensioni confrontabili con quelle della Terra. Riceve dalla sua stella un flusso radiante pari a 2,2 volte quello ricevuto dalla Terra, ma confrontabile con quello ricevuto da Venere nel sistema solare. Venere è stato preso a modello per descrivere questo pianeta nell'annuncio della sua scoperta.
Un secondo pianeta, Kepler-1649 c, è stato scoperto nel 2020 rianalizzando i dati precedentemente acquisiti. La sua identificazione, infatti, era stata segnata come un falso positivo.

Il pianeta orbita attorno alla stella in circa 19 giorni, 10 ore e 40 minuti, ad una distanza media pari a 32 volte la distanza della Luna dalla Terra. Anche lui ha dimensioni confrontabili con quelle della Terra. Inoltre, riceve dalla propria stella un flusso radiante pari al 75% di quello ricevuto dalla Terra. Il pianeta si trova quindi nella zona abitabile del sistema.

### Prospetto del sistema
Segue un prospetto dei componenti del sistema planetario di Kepler-1649, in ordine di distanza dalla stella.
| Pianeta | Tipo     | Raggio   | Periodo orb.  | Sem. maggiore | Scoperta |
| ------- | -------- | -------- | ------------- | ------------- | -------- |
| b       | roccioso | 1,017 r⊕ | 8,689 giorni  | 0,0514 UA     | 2017     |
| c       | roccioso | 1,06 r⊕  | 19,535 giorni | 0,083 UA      | 2020     |

## Voci correlate

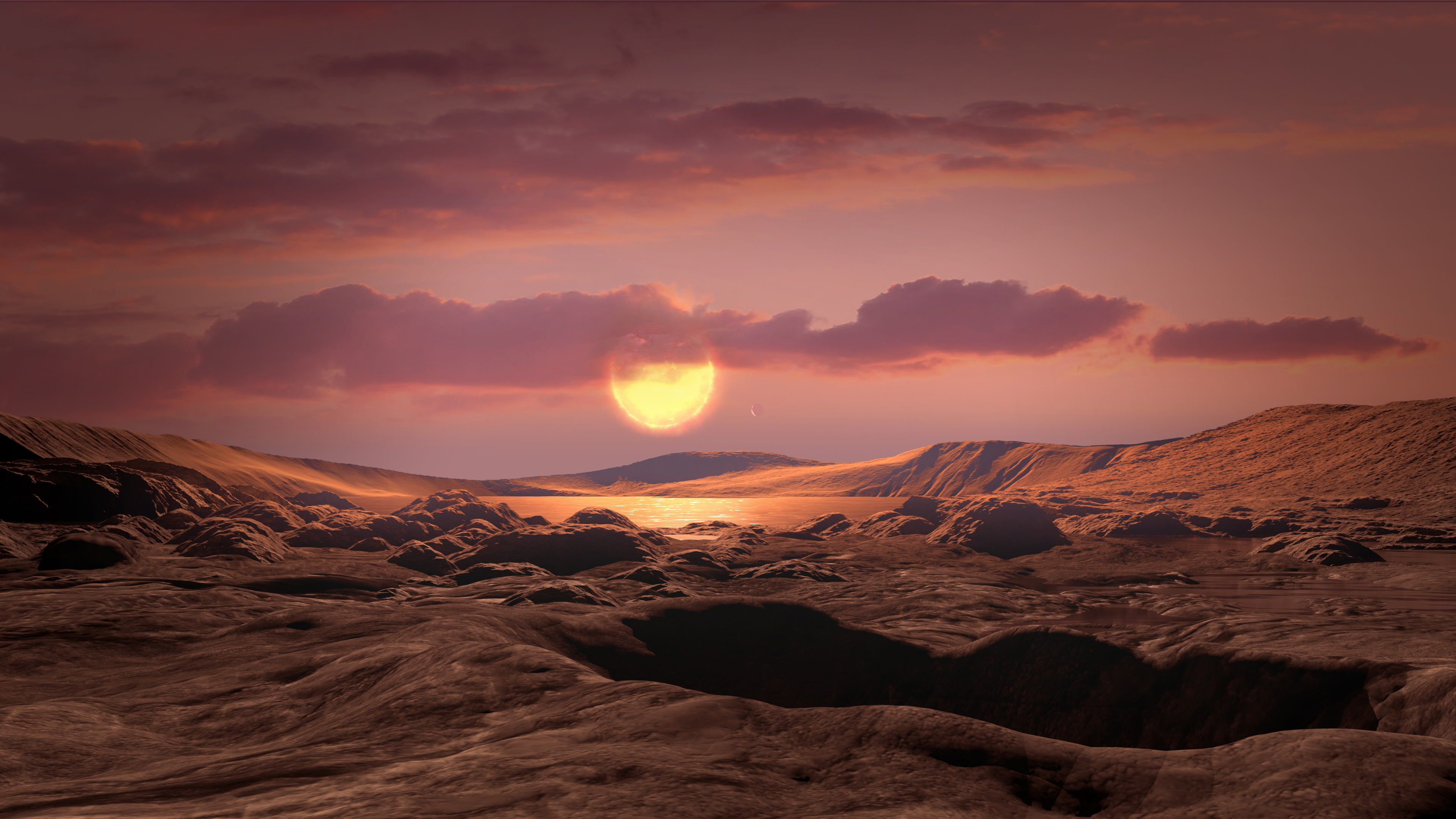
Rappresentazione artistica della stella Kepler-1649 vista dalla superficie del pianeta Kepler-1649 c.